# Calcio Catania 2015-2016
Questa voce raccoglie le informazioni riguardanti il Calcio Catania nelle competizioni ufficiali della stagione 2015-2016.

## Stagione
Il 20 agosto 2015, nell'ambito dell'inchiesta sul calcioscommesse denominata "I Treni Del Goal", il Tribunale Nazionale della FIGC ha sancito la retrocessione del Catania in Lega Pro con 12 punti di penalizzazione, ridotti il 29 agosto a 9 dalla Corte d'Appello Federale della FIGC.
Nella stagione di Lega Pro 2015-2016 il Catania incomincia nel migliore dei modi, inanellando 3 vittorie nelle prime 3 giornate e azzerando la penalizzazione. Nel girone di ritorno la squadra cala vertiginosamente, fino a ritrovarsi nelle zone basse della classifica. La salvezza arriva all'ultima giornata con la vittoria sulla Fidelis Andria per 2-1 e il pareggio del Monopoli a Matera. Grazie a questi risultati il Catania chiude il campionato a pari punti con il Monopoli, ma in vantaggio negli scontri diretti, mandando così ai play-out il Monopoli.
Il 9 giugno 2016 il club richiama l'ex amministratore delegato Pietro Lo Monaco a ricoprire la carica che aveva lasciato qualche anno prima.
Nella stessa estate l'imprenditore messicano Jorge Vergara, proprietario dell'importante Gruppo Omnilife e del club più popolare del Messico, il Guadalajara, manifesta interesse verso l'acquisizione del Catania. Il 1º luglio 2016 Vergara, insieme con altri dirigenti del Gruppo Omnilife, visita l'imponente Centro Sportivo di Torre del Grifo e incontra i dirigenti rossazzurri per avviare la trattativa di acquisizione del club. Il 5 settembre 2016 l'imprenditore rinuncia ufficialmente all'acquisto del club tramite un comunicato pubblicato dal sito ufficiale del Calcio Catania e inviato dallo Studio Catarraso, advisor del Gruppo Omnilife in Europa.

### Mercato
Dopo la retrocessione in Lega Pro per la formazione rossazzurra la nuova dirigenza formata da Marcello Pitino (direttore sportivo), Giuseppe Bonanno (direttore generale), e Collaboratore dell'Area Tecnica a Fabrizio Ferrigno sfoltisce totalmente la rosa cedendo tutti eccetto gli attaccanti Andrea di Grazia, Mattia Rossetti e Maks Barišič, il centrocampista Gonzalo Piermateri e i difensori Juan Ramos e Tino Parisi, futuro capitano quest'ultimo. In uscita troviamo in blocco Raffaele Schiavi, Daniele Sciaudone, Moses Odjer, Alberto Frison e Pietro Terracciano accasarsi alla Salernitana. Al Bari vanno Alessandro Rosina e il bomber Riccardo Maniero, destinazione ligure per Luca Ceccarelli e Bruno Petković ceduti alla Virtus Entella e Emanuele Calaiò allo Spezia.
Terminano i prestiti di Antonio Mazzotta che ritorna al Cesena, Luigi Carillo alla Juve Stabia, e di Gastón Sauro che ritorna al Basilea. Vanno in prestito Jean François Gillet al Mechelen, Norbert Gyömbér alla Roma, Fabián Rinaudo al Gimnasia La Plata, i giovani Kristjan Matosevic alla Lazio, Marko Savatovic e Cristian Ferraù al Torino, Emiliano Tortolano al Melfi, Walter Cozza al Noto, Agostino Gallo al Siracusa, Marco Fiore e Michele De Matteis si svincolano, Lubomir Tupta va al Hellas Verona in prestito. Si svuota anche il centrocampo con le partenze di Michał Chrapek al Lechia Danzica, Manuel Coppola alla Ternana, Gonzalo Escalante in prestito all'Eibar, si svincolano, Erick Cabalceta, il brasiliano Raphael Martinho che va al Carpi, Edgar Çani che rescinde il contratto con il Catania e va al Pisa e Francesco Lodi poi futuro calciatore dell'Udinese, Federico Moretti e il difensore Alessandro Rescigno vanno al Latina.
Il difensore Lorenzo Del Prete va al Perugia e finisce anche l'avventura di Ciro Capuano, ultimo giocatore dell'era Lo Monaco, in rossazzuro dal gennaio 2009 che, dopo 134 partite e 2 goal, si accasa ai siciliani del Akragas. Ed infine troviamo l'ultimo giocatore del Catania dei record del 2013 Lucas Castro che ri-incontra proprio Rolando Maran al Chievo, ex allenatore del Catania. In entrata una vera e propria rivoluzione, all'italiana: 21 italiani e un brasiliano. Dalla Salernitana arrivano il centrocampista Ivan Castiglia il giovane portiere Luca Liverani, l'unico straniero Caetano Calil e l'ex Napoli Andrea Russotto. Da Lanciano arrivano i difensori Stefano Ferrario e Leonardo Nunzella.
Dal Novara provengono i difensori Desiderio Garufo, Alessandro Bastrini e Dario Bergamelli. Poi da registrare il ritorno del portiere Giuseppe Ficara e di Gianvito Plasmati, autore di quell'assist che permise a Mariano Izco di far segnare il goal della vittoria del Catania a Torino sponda Juventus nel 2009. Dall'Ancona arriva Loris Bacchetti, dal Catanzaro Elio Calderini, dall'Akragas Andrea De Rossi (cugino di Daniele), dal Varese Luigi Falcone, dal Livorno il portiere Elia Bastianoni, dal Lumezzane il catanese Giuseppe Russo, dal Teramo Luca Lulli, il difensore Carlo Pelagatti dall'Ascoli, dalla Pro Vercelli Gianluca Musacci e poi Fabio Scarsella dal Vigor Lamezia, e Davide Agazzi dall'Atalanta.
Nella sessione invernale del calciomercato la societa cede in prestito gli ex primavera Mattia Rossetti Alla Lupa Castelli Romani e Andrea Di Grazia all'Akragas insieme ad Andrea De Rossi. Al Messina vanno in prestito Giuseppe Russo e Maks Barišič, Luca Lulli si accasa al Savona, Fabio Scarsella alla Cremonese, il portiere Giuseppe Ficara alla Maceratese a titolo temporaneo.
In entrata i giovani Francesco Felleca dall'Aversa Normanna, Axel Gulin dalla Fiorentina, Matteo Pessina dal Milan, e poi dal Lanciano Domenico Di Cecco e Francesco Bombagi dalla Juve Stabia.

## Divise e sponsor
Per la stagione 2015-2016, il nuovo sponsor tecnico è Macron (dopo 5 anni passati con la Givova) mentre gli sponsor di maglia sono Muracel (main sponsor), EcoGruppo Italia (co-sponsor) e Bacco (sul retro, sotto il numero).
| Casa | Trasferta | Terza divisa | Portiere |

## Organigramma societario
ORGANI DI AMMINISTRAZIONE E CONTROLLO
Consiglio di amministrazione
- Amministratore unico: Carmelo Milazzo (fino al 7 ottobre 2015), poi Nicolò Micena (fino al 19 Aprile 2016)
- Presidente: Davide Franco
- Amministratore delegato: Giuseppe Bonanno
- Consigliere: Pierluigi Mancosu

Collegio sindacale
- Presidente: Vincenzo Patti
- Sindaci: Vera Toscano, Giuseppe Caruso

AREE E MANAGEMENT
Area gestione aziendale
- Direttore generale: Giuseppe Bonanno
- Responsabile amministrativo: Carmelo Milazzo
- Addetta contabilità: Paola Bruno
- Segretario generale: Giorgio Borbone
- Traduttrice, interprete e segretaria: Elvira Strano
- Responsabile logistica e Supporter liaison officer: Giuseppe Franchina
- Consulente legale affari sportivi: Eduardo Chiacchio
- Consulente legale: Michele Scacciante
- Delegato sicurezza: Antonio Russo
- Vice delegato sicurezza. Francesco Giannotta
- Magazzinieri: Antonio Pennisi, Alessandro Musumeci, Giuseppe Motta

Area comunicazione
- Responsabile comunicazione: Angelo Scaltriti
- Web Designer: Fabio De Luca
- Fotografo: Filippo Galtieri

Area marketing
- Direttore commerciale e marketing: Antonio Carbone

Area sportiva
- Direttore sportivo: Marcello Pitino
- Collaboratore area tecnica: Fabrizio Ferrigno
- Responsabile settore giovanile: Massimiliano Borbone
- Responsabile affiliazioni: Orazio Russo
- Team Manager: Maurizio Patti

Area tecnica
- Allenatore: Giuseppe Pancaro, poi Francesco Moriero
- Viceallenatore: Vito Tammaro, poi Francesco Cudazzo
- Allenatore dei portieri: Emanuele Manitta, Vincenzo Di Muro
- Responsabile preparazione atletica: Ruben Scotti, poi Giovanni Petralia
- Preparatore atletico: Giuseppe Colombino

Area sanitaria
- Responsabile sanitario: dottor Antonio Licciardello
- Medico sociale: dottor Francesco Riso
- Medico sociale: dottor Alfio Scudero
- Fisioterapista: Andrea Calì
- Fisioterapista: Carmelo Cutroneo
- Massaggiatore: Salvatore Libra

## Rosa
Rosa e ruoli sono aggiornati al 11 maggio 2016, in corsivo giocatori ceduti nella sessione invernale del calciomercato
| N. |                    | Ruolo | Calciatore          |
| -- | ------------------ | ----- | ------------------- |
|    | Italia (bandiera)  | P     | Luca Liverani       |
|    | Italia (bandiera)  | P     | Elia Bastianoni     |
|    | Italia (bandiera)  | P     | Giuseppe Ficara     |
|    | Romania (bandiera) | P     | Florin Logofatu     |
|    | Italia (bandiera)  | D     | Alessandro Bastrini |
|    | Italia (bandiera)  | D     | Stefano Ferrario    |
|    | Italia (bandiera)  | D     | Dario Bergamelli    |
|    | Italia (bandiera)  | D     | Leonardo Nunzella   |
|    | Italia (bandiera)  | D     | Tino Parisi         |
|    | Italia (bandiera)  | D     | Andrea De Rossi     |
|    | Italia (bandiera)  | D     | Loris Bacchetti     |
|    | Italia (bandiera)  | D     | Desiderio Garufo    |
|    | Italia (bandiera)  | D     | Carlo Pelagatti     |
|    | Uruguay (bandiera) | D     | Juan Ramos          |
|    | Italia (bandiera)  | C     | Gianluca Musacci    |
|    | Italia (bandiera)  | C     | Ivan Castiglia      |
|    | Italia (bandiera)  | C     | Luigi Falcone       |
|    | Italia (bandiera)  | C     | Domenico Di Cecco   |

| N. |                      | Ruolo | Calciatore               |
| -- | -------------------- | ----- | ------------------------ |
|    | Italia (bandiera)    | C     | Davide Agazzi            |
|    | Italia (bandiera)    | C     | Matteo Pessina           |
|    | Italia (bandiera)    | C     | Axel Gulin               |
|    | Italia (bandiera)    | C     | Alfonso Sessa            |
|    | Italia (bandiera)    | A     | Fabio Scarsella          |
|    | Italia (bandiera)    | C     | Luca Lulli               |
|    | Argentina (bandiera) | C     | Gonzalo Piermarteri      |
|    | Italia (bandiera)    | C     | Giuseppe Russo           |
|    | Italia (bandiera)    | A     | Gianvito Plasmati        |
|    | Italia (bandiera)    | A     | Andrea Russotto          |
|    | Italia (bandiera)    | A     | Elio Calderini           |
|    | Italia (bandiera)    | A     | Andrea Di Grazia         |
|    | Italia (bandiera)    | A     | Mattia Rossetti          |
|    | Slovenia (bandiera)  | A     | Maks Barisic             |
|    | Italia (bandiera)    | A     | Francesco Bombagi        |
|    | Italia (bandiera)    | A     | Francesco Felleca        |
|    | Brasile (bandiera)   | A     | Caetano Calil (capitano) |
|    | Italia (bandiera)    | A     | Arturo Lupoli            |

### Berretti
| N. |                   | Ruolo | Calciatore          |
| -- | ----------------- | ----- | ------------------- |
|    | Italia (bandiera) | P     | Cristian Biondi     |
|    | Italia (bandiera) | P     | Marco Ciciulla      |
|    | Italia (bandiera) | P     | Luigi Spataro       |
|    | Italia (bandiera) | D     | Rosario Aleo        |
|    | Italia (bandiera) | D     | Davide Biancola     |
|    | Italia (bandiera) | D     | Samuele Bonaccorsi  |
|    | Italia (bandiera) | D     | Benedetto Dadone    |
|    | Italia (bandiera) | D     | Placido Indelicato  |
|    | Italia (bandiera) | D     | Lorenzo Longo       |
|    | Italia (bandiera) | D     | Pasquale Migliaccio |
|    | Italia (bandiera) | D     | Mario Noce          |
|    | Italia (bandiera) | C     | Orazio Di Grazia    |

| N. |                   | Ruolo | Calciatore           |
| -- | ----------------- | ----- | -------------------- |
|    | Italia (bandiera) | C     | Davide Di Stefano    |
|    | Italia (bandiera) | C     | Andrea Mileti        |
|    | Italia (bandiera) | C     | Gianmarco Papaserio  |
|    | Italia (bandiera) | C     | Simone Schisciano    |
|    | Italia (bandiera) | C     | Josè Spampinato      |
|    | Italia (bandiera) | A     | Valerio Asero        |
|    | Italia (bandiera) | A     | Kevin Biondi         |
|    | Italia (bandiera) | A     | Samuele Fulvi        |
|    | Italia (bandiera) | A     | Giacomo Graziano     |
|    | Italia (bandiera) | A     | Francesco Napolitano |
|    | Italia (bandiera) | A     | Orazio Pannitteri    |
|    | Italia (bandiera) | A     | Alessio Rizzo        |

## Calciomercato

### Sessione estiva
| Acquisti | Acquisti            | Acquisti      | Acquisti   |
| R.       | Nome                | da            | Modalità   |
| -------- | ------------------- | ------------- | ---------- |
| P        | Giuseppe Ficara     |               | svincolato |
| D        | Loris Bacchetti     | Ancona        | svincolato |
| D        | Alessandro Bastrini | Novara        | prestito   |
| D        | Dario Bergamelli    | Novara        | definitivo |
| D        | Andrea De Rossi     | Akragas       | svincolato |
| D        | Stefano Ferrario    | Lanciano      | svincolato |
| D        | Leonardo Nunzella   | Lanciano      | prestito   |
| C        | Ivan Castiglia      | Salernitana   | definitivo |
| P        | Luca Liverani       | Salernitana   | prestito   |
| C        | Caetano Calil       | Salernitana   | definitivo |
| A        | Andrea Russotto     | Salernitana   | definitivo |
| D        | Desiderio Garufo    | Novara        | definitivo |
| C        | Luca Lulli          | Teramo        | definitivo |
| C        | Giuseppe Russo      | Lumezzane     | definitivo |
| C        | Fabio Scarsella     | Vigor Lamezia | definitivo |
| A        | Elio Calderini      | Cosenza       | svincolato |
| C        | Davide Agazzi       | Atalanta      | prestito   |
| A        | Gianvito Plasmati   | Leyton Orient | definitivo |
| C        | Luigi Falcone       | Varese        | svincolato |
| P        | Elia Bastianoni     | Livorno       | definitivo |
| D        | Carlo Pelagatti     | Ascoli        | definitivo |
| C        | Gianluca Musacci    | Pro Vercelli  | definitivo |

| Cessioni | Cessioni             | Cessioni       | Cessioni                                              |
| R.       | Nome                 | a              | Modalità                                              |
| -------- | -------------------- | -------------- | ----------------------------------------------------- |
| P        | Jean François Gillet | Malines        | prestito                                              |
| D        | Ciro Capuano         | Akragas        | svincolato                                            |
| D        | Luca Ceccarelli      | Virtus Entella | definitivo                                            |
| C        | Bruno Petković       | Virtus Entella | prestito                                              |
| D        | Norbert Gyömbér      | Roma           | prestito                                              |
| D        | Antonio Mazzotta     | Cesena         | fine prestito                                         |
| D        | Gastón Sauro         | Basilea        | fine prestito                                         |
| C        | Lucas Castro         | Chievo         | definitivo                                            |
| C        | Michał Chrapek       | Lechia Danzica | definitivo                                            |
| C        | Manuel Coppola       | Ternana        | definitivo                                            |
| C        | Lorenzo Del Prete    | Perugia        | definitivo                                            |
| C        | Gonzalo Escalante    | Eibar          | prestito                                              |
| C        | Raphael Martinho     | Carpi          | svincolato                                            |
| C        | Federico Moretti     | Latina         | definitivo                                            |
| D        | Alessandro Rescigno  | Latina         | temporaneo con diritto di riscatto                    |
| C        | Fabián Rinaudo       | Gimnasia (LP)  | prestito                                              |
| C        | Alessandro Rosina    | Bari           | prestito con diritto di riscatto e obbligo di opzione |
| A        | Riccardo Maniero     | Bari           | definitivo                                            |
| C        | Raffaele Schiavi     | Salernitana    | definitivo                                            |
| C        | Daniele Sciaudone    | Salernitana    | definitivo                                            |
| C        | Moses Odjer          | Salernitana    | prestito                                              |
| P        | Alberto Frison       | Salernitana    | prestito                                              |
| P        | Pietro Terracciano   | Salernitana    | temporaneo con obbligo di riscatto                    |
| A        | Emanuele Calaiò      | Spezia         | definitivo                                            |
| A        | Edgar Çani           | Pisa           | svincolato                                            |
| C        | Agostino Gallo       | Siracusa       | prestito                                              |
| C        | Francesco Lodi       | Udinese        | risoluzione consensuale                               |
| C        | Marco Fiore          |                | svincolato                                            |
| D        | Michele De Matteis   |                | svincolato                                            |
| C        | Ľubomír Tupta        | Verona         | prestito                                              |
| P        | Kristjan Matosevic   | Lazio          | prestito                                              |
| D        | Luigi Carillo        | Juve Stabia    | fine prestito                                         |
| D        | Erick Cabalceta      | Saprissa       | risoluzione consensuale                               |
| D        | Emiliano Tortolano   | Melfi          | temporaneo                                            |
| C        | Walter Cozza         | Noto           | temporaneo                                            |
| C        | Cristian Ferraù      | Torino         | temporaneo                                            |
| P        | Marko Savatovic      | Torino         | temporaneo                                            |

### Sessione invernale
| Acquisti | Acquisti          | Acquisti        | Acquisti   |
| R.       | Nome              | da              | Modalità   |
| -------- | ----------------- | --------------- | ---------- |
| C        | Domenico Di Cecco | Lanciano        | definitivo |
| C        | Matteo Pessina    | Milan           | prestito   |
| C        | Axel Gulin        | Fiorentina      | prestito   |
| C        | Francesco Bombagi | Juve Stabia     | definitivo |
| A        | Francesco Felleca | Aversa Normanna | prestito   |

| Cessioni | Cessioni         | Cessioni             | Cessioni   |
| R.       | Nome             | a                    | Modalità   |
| -------- | ---------------- | -------------------- | ---------- |
| A        | Andrea Di Grazia | Akragas              | prestito   |
| A        | Mattia Rossetti  | Lupa Castelli Romani | prestito   |
| C        | Giuseppe Russo   | Messina              | prestito   |
| A        | Maks Barisic     | Messina              | prestito   |
| C        | Fabio Scarsella  | Cremonese            | definitivo |
| C        | Luca Lulli       | Savona               | definitivo |
| P        | Giuseppe Ficara  | Maceratese           | temporaneo |
| D        | Andrea De Rossi  | Akragas              | prestito   |

## Risultati

### Lega Pro

#### Girone d'andata
| Arbitro: | Baroni (Firenze) |

|  |           |               |
|  | Marcatori | 14’ Scarsella |

| Arbitro: | Valiante (Nocera Inferiore) |

|                 |           |                      |
| P. Esposito 50’ | Marcatori | 71’, 90+3’ Scarsella |

| Arbitro: | Dionisi (L'Aquila) |

|                                                   |           |                                |
| Calderini 8’ Russotto 17’ Pelagatti 41’ Calil 87’ | Marcatori | 10’ Izzillo 12’ (rig.) Mancino |

| Lecce 4 ottobre 2015, ore 17.30 4ª giornata | Lecce             | 0 – 0 | Catania | Via del Mare (8.762 spett.)\| Arbitro: \| Piccinini (Forlì) \| |
| Arbitro:                                    | Piccinini (Forlì) |       |         |                                                                |

| Catania 7 ottobre 2015, ore 15:00 5ª giornata | Catania             | 0 – 0 | Cosenza | Angelo Massimino (9.326 spett.)\| Arbitro: \| Martinelli (Tivoli) \| |
| Arbitro:                                      | Martinelli (Tivoli) |       |         |                                                                      |

| Arbitro: | Perotti (Legnano) |

|                                                |           |                     |
| Calderini 8’ Calil 24’ Musacci 40’ Falcone 57’ | Marcatori | 90’ (rig.) Razzitti |

| Arbitro: | Giovani (Grosseto) |

|                          |           |  |
| Alfageme 23’ Mancosu 42’ | Marcatori |  |

| Arbitro: | Viotti (Tivoli) |

|                              |           |                      |
| Calil 12’, 79’ Calderini 21’ | Marcatori | 52 rig.’, 70’ Baclet |

| Arbitro: | Ranaldi (Tivoli) |

|                          |           |           |
| Contessa 27’ Bombagi 95’ | Marcatori | 31’ Calil |

| Arbitro: | Mainardi (Bergamo) |

|              |           |            |
| Plasmati 87’ | Marcatori | 41’ Žibert |

| Messina 15 novembre 2015, ore 14.30 11ª giornata | Messina         | 0 – 0 | Catania | San Filippo (18.426 spett.)\| Arbitro: \| Amoroso (Paola) \| |
| Arbitro:                                         | Amoroso (Paola) |       |         |                                                              |

| Catania 21 novembre 2015, ore 20.30 12ª giornata | Catania         | 0 – 0 | Foggia | Angelo Massimino (10.049 spett.)\| Arbitro: \| Morreale (Roma) \| |
| Arbitro:                                         | Morreale (Roma) |       |        |                                                                   |

| Arbitro: | Mei (Pesaro) |

|             |           |                       |
| Siclari 62’ | Marcatori | 46 (rig.)’, 76’ Calil |

| Arbitro: | Piscopo (Imperia) |

|                |           |                                      |
| Nunzella 90+2’ | Marcatori | 55’, 89’ Ciciretti 71’ (rig.) Mazzeo |

| Arbitro: | Giua (Pisa) |

|                                   |           |                              |
| Longo 23’ Herrera 27’ Canotto 78’ | Marcatori | 19’ Agazzi 31’, 73’ Russotto |

| Arbitro: | Mastrodonato (Molfetta) |

|                              |           |  |
| Calil 24’, 81’ Pelagatti 29’ | Marcatori |  |

| Andria 9 gennaio 2016, ore 15.00 17ª giornata | Fidelis Andria                | 0 – 0 referto | Catania | Degli Ulivi (3.119 spett.)\| Arbitro: \| Di Ruberto (Nocera Inferiore) \| |
| Arbitro:                                      | Di Ruberto (Nocera Inferiore) |               |         |                                                                           |

#### Girone di ritorno
| Catania 17 gennaio 2016, ore 15:00 18ª giornata | Catania           | 0 – 0 | Monopoli | Angelo Massimino (8.026 spett.)\| Arbitro: \| Amabile (Vicenza) \| |
| Arbitro:                                        | Amabile (Vicenza) |       |          |                                                                    |

| Arbitro: | Baroni (Firenze) |

|                  |           |              |
| Vutov 61’ (rig.) | Marcatori | 84’ Plasmati |

| Arbitro: | Balice (Teramo) |

|                       |           |               |
| Calil 55’ Falcone 69’ | Marcatori | 80’ Infantino |

| Arbitro: | Chindemi (Viterbo) |

|                         |           |  |
| Moracci 28’ Kanoute 65’ | Marcatori |  |

| Catania 13 febbraio 2016, ore 20:30 22ª giornata | Catania         | 0 – 0 | Lecce | Stadio Angelo Massimino (7.375 spett.)\| Arbitro: \| Morreale (Roma) \| |
| Arbitro:                                         | Morreale (Roma) |       |       |                                                                         |

| Catanzaro 21 febbraio 2016, ore 15:00 23ª giornata | Catanzaro               | 0 – 0 referto | Catania | Stadio Nicola Ceravolo (1.927 spett.)\| Arbitro: \| Paolini (Ascoli Piceno) \| |
| Arbitro:                                           | Paolini (Ascoli Piceno) |               |         |                                                                                |

| Arbitro: | Tardino (Milano) |

|  |           |                |
|  | Marcatori | 32’ De Angelis |

| Arbitro: | D'Apice (Arezzo) |

|            |           |  |
| Baclet 32’ | Marcatori |  |

| Arbitro: | Schirru (Nichelino) |

|             |           |          |
| Bombagi 27’ | Marcatori | 38’ Diop |

| Arbitro: | Viotti (Tivoli) |

|                                                |           |                            |
| Madonia 11’ (rig.) Di Grazia 44’ Di Piazza 75’ | Marcatori | 82’ Falcone 90+5’ Nunzella |

| Arbitro: | Piccinini (Forlì) |

|                        |           |             |
| Calil 37’ Russotto 80’ | Marcatori | 50’ Gustavo |

| Arbitro: | Giua (Pisa) |

|                                       |           |  |
| Floriano 14’ Iemmello 74’ Agnelli 79’ | Marcatori |  |

| Arbitro: | Volpi (Arezzo) |

|              |           |  |
| Plasmati 86’ | Marcatori |  |

| Arbitro: | Di Martino (Teramo) |

|                 |           |  |
| Campagnacci 82’ | Marcatori |  |

| Arbitro: | Guccini (Albano Laziale) |

|             |           |  |
| Russotto 7’ | Marcatori |  |

| Pagani 30 aprile 2016, ore 17:30 33ª giornata | Paganese              | 0 – 0 referto | Catania | Stadio Marcello Torre (1.000 spett.)\| Arbitro: \| Bichisecchi (Livorno) \| |
| Arbitro:                                      | Bichisecchi (Livorno) |               |         |                                                                             |

| Arbitro: | Amoroso (Paola) |

|                             |           |                |
| Bergamelli 22’ Russotto 49’ | Marcatori | 40’ Strambelli |

### Coppa Italia

#### Turni eliminatori

##### Secondo turno
| Arbitro: | Saia (Palermo) |

|  |           |            |
|  | Marcatori | 59’ Zigoni |

##### Terzo turno
| Arbitro: | Mariani (Aprilia) |

|           |           |                                               |
| Ramos 43’ | Marcatori | 22’ (aut.) Bacchetti 61’ Đurić 65’, 67’ Ciano |

### Coppa Italia Lega Pro

#### Fase a eliminazione diretta
| Arbitro: | Fourneau (Roma) |

|              |           |  |
| Leonetti 57’ | Marcatori |  |

## Statistiche

### Statistiche di squadra
| Competizione          | Punti       | In casa | In casa | In casa | In casa | In casa | In casa | In trasferta | In trasferta | In trasferta | In trasferta | In trasferta | In trasferta | Totale | Totale | Totale | Totale | Totale | Totale | DR |
| Competizione          | Punti       | G       | V       | N       | P       | Gf      | Gs      | G            | V            | N            | P            | Gf           | Gs           | G      | V      | N      | P      | Gf     | Gs     | DR |
| --------------------- | ----------- | ------- | ------- | ------- | ------- | ------- | ------- | ------------ | ------------ | ------------ | ------------ | ------------ | ------------ | ------ | ------ | ------ | ------ | ------ | ------ | -- |
| Campionato            | 39(-10)     | 17      | 9       | 6       | 2       | 25      | 14      | 17           | 3            | 7            | 7            | 12           | 20           | 34     | 12     | 13     | 9      | 37     | 34     | +3 |
| Coppa Italia          | terzo turno | 2       | 2       | 0       | 0       | 3       | 4       | -            | -            | -            | -            | -            | -            | 2      | 2      | 0      | 0      | 3      | 4      | -1 |
| Coppa Italia Lega Pro | primo turno | -       | -       | -       | -       | -       | -       | 1            | 0            | 0            | 1            | 0            | 1            | 1      | 0      | 0      | 1      | 0      | 1      | -1 |
| Totale                | 39          | 19      | 11      | 6       | 2       | 28      | 16      | 18           | 3            | 7            | 8            | 12           | 21           | 37     | 14     | 13     | 10     | 40     | 39     | +1 |